# Gerhard Ertl
Gerhard Ertl (Stuttgart, 1936. október 10. –) német fizikus és Professzor Emeritus a Max Planck Társaság Fritz Haber Intézete Fizikai-kémia tanszékén. Az 1992. évi Japán Díj kitüntetettje. Az 1998-as Kémiai Wolf-díj és a 2007-es Kémiai Nobel-díj nyertese „a szilárd felületeken végbemenő kémiai folyamatok tanulmányozásáért”.

## Tanulmányai
A Stuttgarti Egyetemen tanult fizikát 1955 és 1957 között majd egy évet a Párizsi Egyetemen (1957–1958) és még egyet a müncheni Lajos–Miksa Egyetemen (1958–1959) töltött. 1961-ben szerezte meg a diplomáját a Stuttgarti Műszaki Egyetemen. 1965-ben szerezte meg a PhD-fokozatát a Müncheni Műszaki Egyetemen. Témavezetője Heinz Gerischer volt.

## Akadémiai karrierje
1965 és 1968 között a Müncheni Műszaki Egyetemen volt asszisztens és előadó. 1968 és 1973 között a Hannoveri Műszaki Egyetemen volt Professzor és igazgató, majd 1973 és 1986 között a müncheni Lajos–Miksa Egyetemen a Fizikai kémiai Intézet professzora lett. Az 1970-es 1980-as években vendégprofesszor volt a California Institute of Technology-n, a Wisconsin-Milwaukee Egyetemen és a Kaliforniai Egyetemen, Berkeleyben, 1986-ban professzor lett a Szabad Berlini Egyetemen és a Berlini Műszaki Egyetemen. Igazgató volt 1986 és 2004 között a Fritz Haber Intézetben. 1996-ban a berlini Humboldt Egyetem professzora lett.
1986 óta a Leopoldina Német Természettudományos Akadémia tagja.